# Stephen Beresford
Stephen Beresford (Dartmouth, 1972) è un attore e sceneggiatore britannico.

## Biografia
Beresford è nato a Londra ed è cresciuto a Dartmouth, nel Devon.
Ha iniziato a recitare all'età di nove anni in un gruppo teatrale locale. Ha frequentato la Royal Academy of Dramatic Art. Tra le opere teatrali in cui ha recitato vi sono Where There's Smoke (2000) e That Thing You Drew (2010). In seguito ha acquisito notorietà per aver scritto l'opera teatrale The Last of the Haussmans, prodotta dal Royal National Theatre nel 2012.
Tra il 1999 e il 2005 ha recitato in singoli episodi di varie serie televisive, tra cui Metropolitan Police (1999), Casualty (2000) e L'ispettore Barnaby (2004). Nel 2014 ha sceneggiato il suo primo lungometraggio, Pride, che ha vinto la Queer Palm al Festival di Cannes 2014 e gli ha valso il premio BAFTA per il miglior debutto di uno sceneggiatore, regista o produttore britannico.
Nel 2014 ha fatto parte della Rainbow List, una lista annuale dei personaggi LGBT britannici più influenti pubblicata dalla rivista The Independent on Sunday, al numero 17.

## Filmografia

### Attore
- Il fiume racconta (Spring Awakening), regia di Jack Gold - film TV (1994)
- Metropolitan Police (The Bill) - serie TV, 1 episodio (1999)
- Casualty - serie TV, 1 episodio (2000)
- Where There's Smoke, regia di Richard Signy - film TV (2000)
- She Stoops to Conquer, regia di Robin Lough (2003)
- L'ispettore Barnaby (Midsomer Murders) - serie TV, 1 episodio (2004)
- He Knew He Was Right - miniserie TV, 1 puntata (2004)
- Peep Show - serie TV, 1 episodio (2004)
- The Last Chancers - serie TV, 2 episodi (2004)
- Nathan Barley - serie TV, 1 episodio (2005)

### Sceneggiatore
- Pride, regia di Matthew Warchus (2014)
- Tolkien, regia di Dome Karukoski (2019)

## Riconoscimenti
- 2014 – British Independent Film Awards[8]
  - Candidatura alla miglior sceneggiatura, per Pride

- 2015 – British Academy Film Awards[6]
  - Miglior debutto di uno sceneggiatore, regista o produttore britannico, per Pride (condiviso con David Livingstone)